# Stazioni ferroviarie di Montevideo
Il seguente elenco mostra le stazioni ferroviarie della città di Montevideo.
Attualmente il servizio passeggeri tramite treni a Montevideo è inattivo dopo i lavori della linea ferroviaria Montevideo-Paso de los Toros.

## Stazioni

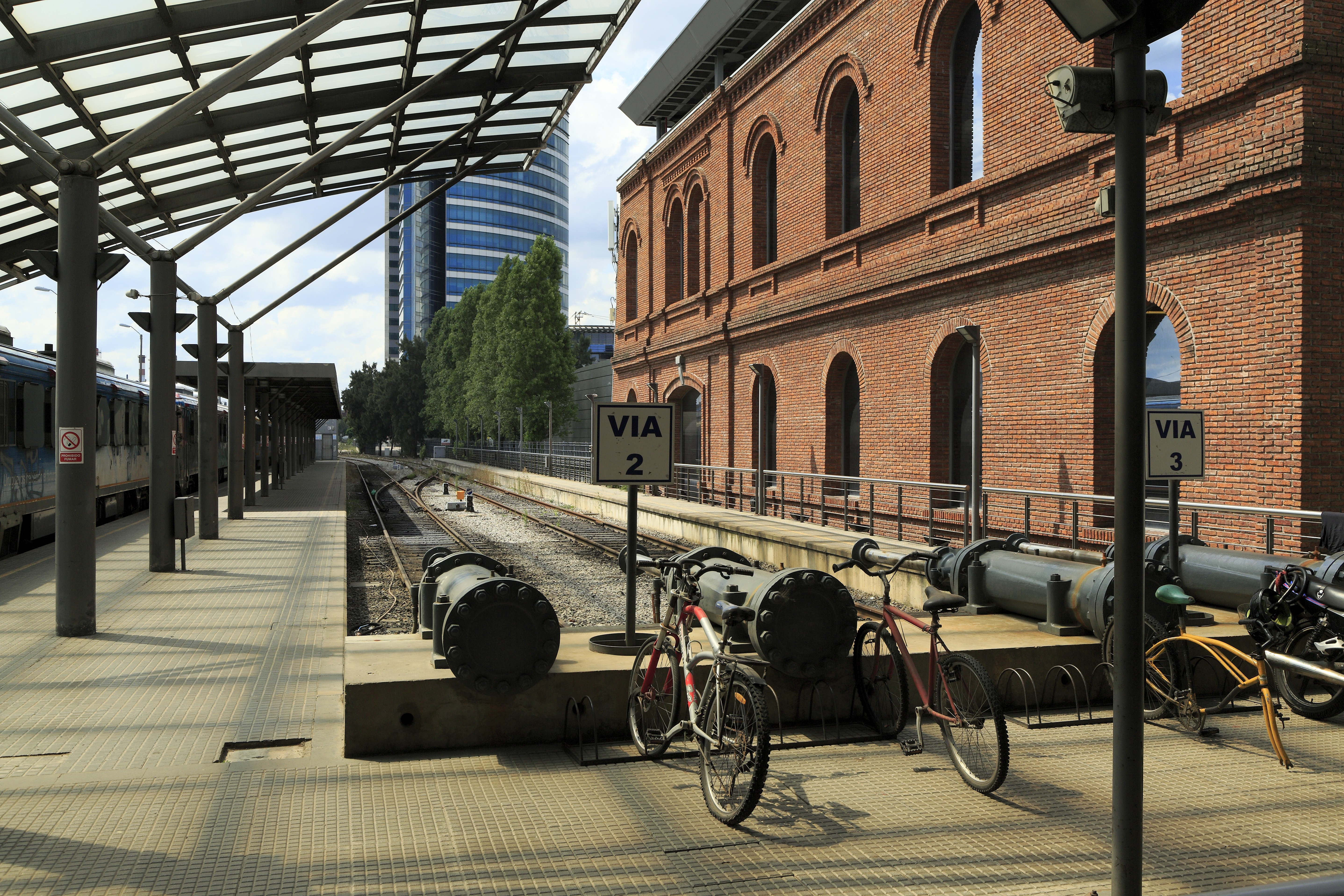
Stazione di Montevideo, dall'anno 2000 svolge il ruolo di Stazione Centrale

La tabella seguente elenca le postazioni attive fino al 2019.

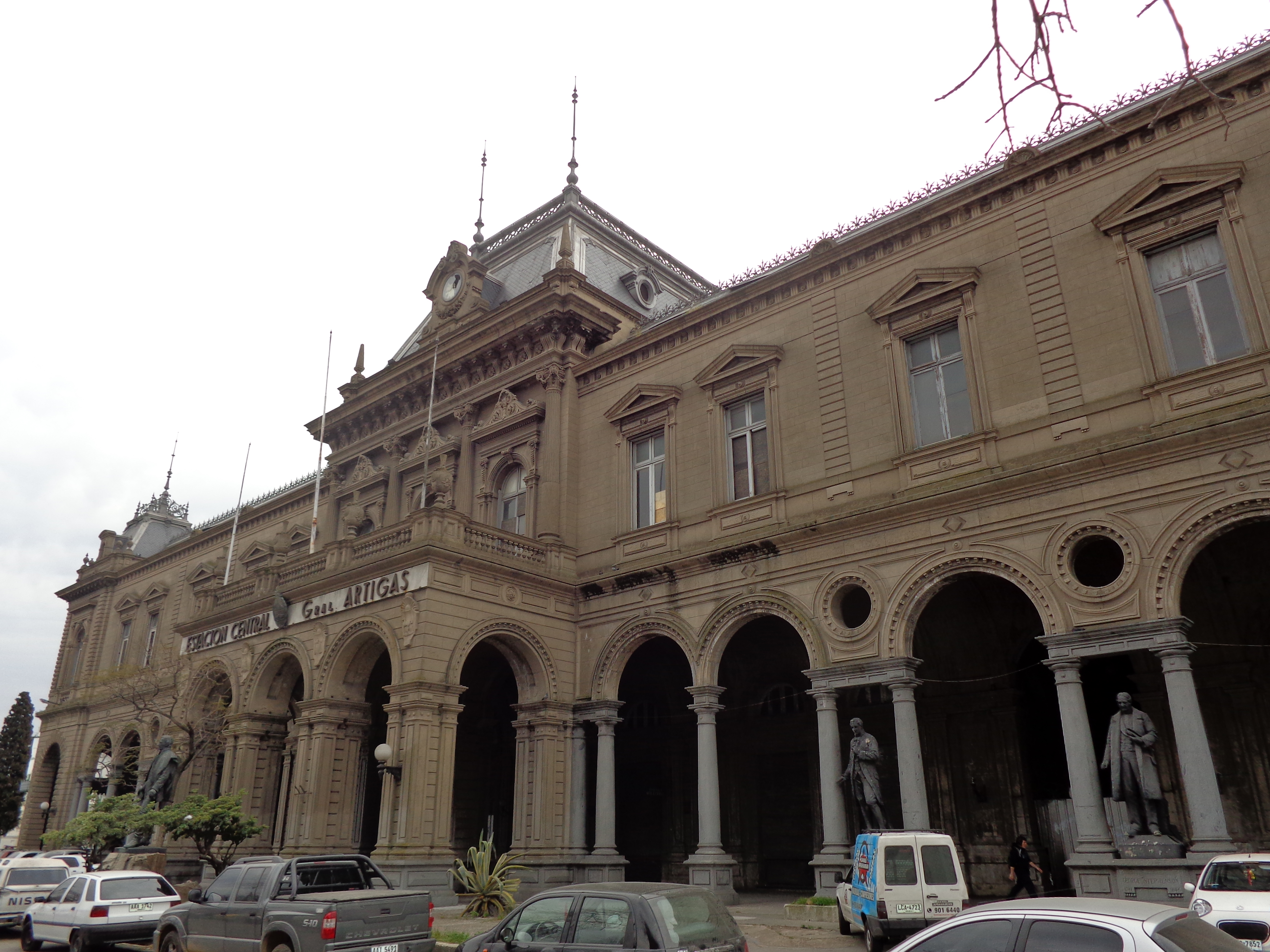
Stazione Centrale Generale Artigas, chiusa nel 2003

| Stazione            | Posizione   | Connessioni |
| ------------------- | ----------- | ----------- |
| Centrale Montevideo | La Aguada   |             |
| Lorenzo Carnelli    | Bella Vista |             |
| Yatay               | Capurro     |             |
| Sayago              | Sayago      | Urbanos     |
| Peñarol             | Peñarol     |             |
| Colón               | Colón       | Urbanos     |
| Multimodale Colón   | Colón       | Urbanos     |
| Manga               | Manga       |             |

### Inattive

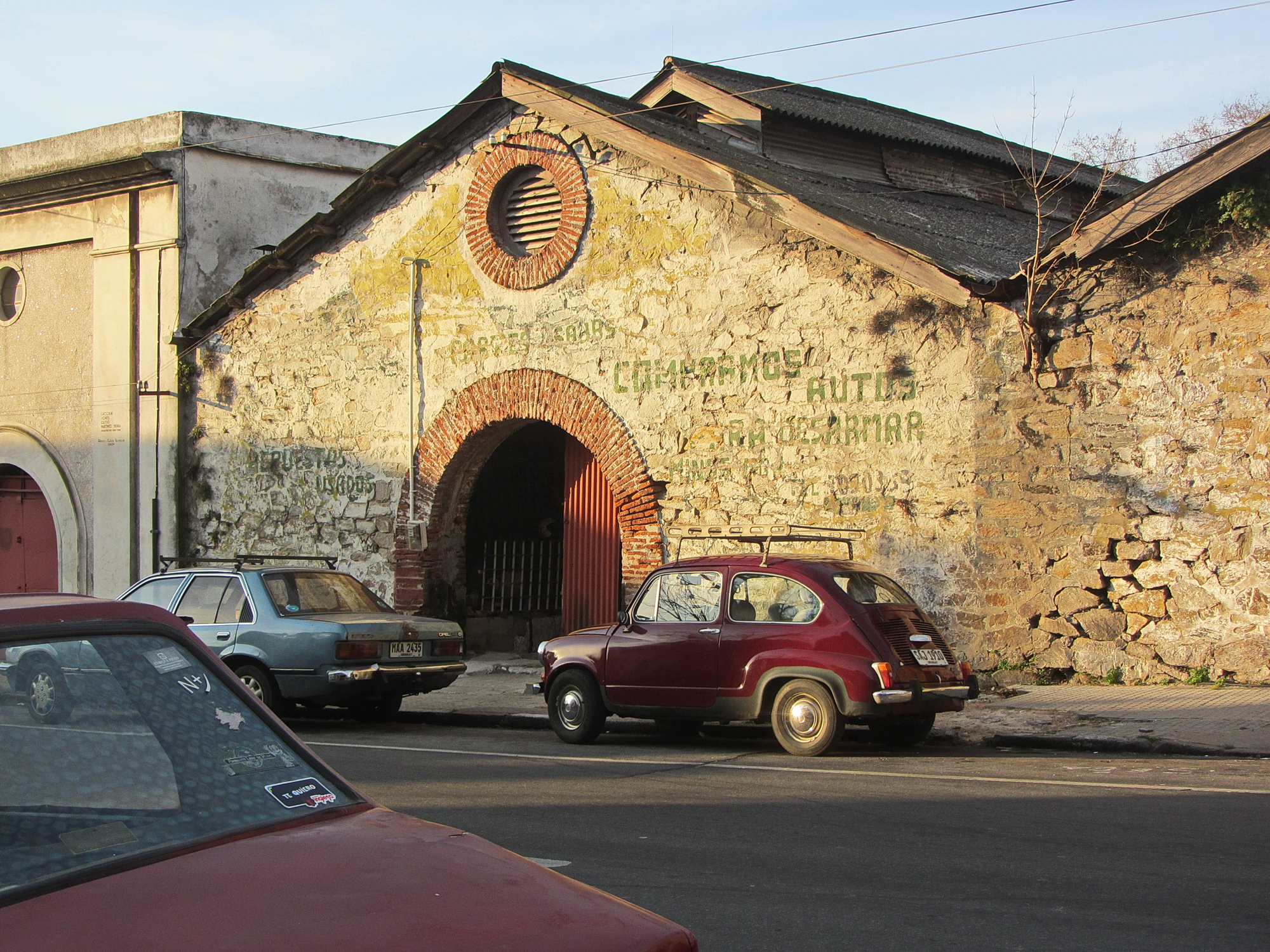
Vista attuale della Stazione Cordón

| Stazione         | Posizione   | Chiusura |
| ---------------- | ----------- | -------- |
| Generale Artigas | La Aguada   | 2003     |
| Del Norte        | Arroyo Seco | 1949     |
| Cordón           | Cordón      |          |
| La Unión         | La Unión    |          |
| Tablada Nacional | Melilla     |          |